# Napa
Napa er en musik og indisk band fra Madeira. Gruppen består af Diogo Góis, Francisco Sousa, João Guilherme Gomes, João Lourenço Gomes, og João Rodrigues. De repræsenterede Landet ved Eurovision Song Contest 2025 med sangen "Deslocado" og formåede at kvalificerede sig til finalen på lørdag den 17. maj 2025 fra den første semifinale selvom de var undertippede til at gå videre. Gruppen endte på en 21. ud af 26 lande og fik 50 point i alt, 37 fra juryerne og 13 fra seerne.